# Tarabundi-Wühlmaus
Die Tarabundi-Wühlmaus (Microtus oaxacensis) ist ein Nagetier in der Gattung der Feldmäuse, das in Mexiko vorkommt. Der deutsche Name bezieht sich auf eine Ranch, in deren Umfeld das Typus-Exemplar gefunden wurde.

## Merkmale
Diese Feldmaus erreicht eine Gesamtlänge von 159 bis 163 mm, eine Schwanzlänge von 31 bis 38 mm sowie ein Gewicht von 37 bis 43 g. Sie hat 21 bis 23 mm lange Hinterfüße und 12 bis 15 mm lange Ohren. Wie bei vielen anderen Feldmäusen kommen kleine Augen und abgerundete Ohren vor, die nicht nackt sind. Das Fell der Oberseite besteht vorwiegend aus vollständig schwarzen Haaren sowie aus verstreuten schwarzen Haaren mit einer ocker gefärbten Spitze. Auf der Unterseite ist das Fell heller die Gliedmaßen sind einheitlich schwarz. Deswegen sind die grellweißen Zehennägel besonders auffällig. Weibchen besitzen im Gegensatz zur Mexikanischen Wühlmaus (Microtus mexicanus) zwei Zitzenpaare auf dem Bauch. Weitere Abweichungen zu anderen mexikanischen Feldmäusen, wie der Zempoaltépec-Wühlmaus (Microtus umbrosus), gibt es im Aufbau der Molaren.

## Verbreitung und Lebensweise
Die Tarabundi-Wühlmaus lebt endemisch im Gebirge Sierra de Juárez im mexikanischen Bundesstaat Oaxaca. Das Verbreitungsgebiet liegt auf 1500 bis 2500 Meter Höhe. Als Habitat dienen kühle Nebelwälder und schattige immergrüne Regenwälder. Gelegentlich werden feuchte Nadelwälder besucht.
Vermutlich kommt bei dieser Feldmaus nur ein Jungtier pro Wurf vor. Exemplare in Gefangenschaft konnten erfolgreich mit wilden Erdbeerpflanzen gefüttert werden.

## Status
Der Gesamtbestand nimmt aufgrund von Waldrodungen ab. Die IUCN listet die Tarabundi-Wühlmaus auch wegen ihrer begrenzten Verbreitung als stark gefährdet (Endangered).

## Belege
1. ↑  Don E. Wilson, DeeAnn M. Reeder (Hrsg.): Mammal Species of the World. A taxonomic and geographic Reference. 3. Auflage. 2 Bände. Johns Hopkins University Press, Baltimore MD 2005, ISBN 0-8018-8221-4 (englisch, Microtus oaxacensis).
2. ↑  Ceballos, G. (Hrsg.): Mammals of Mexico. The Johns Hopkins University Press, 2014, S. 275 (englisch, Microtus oaxacensis).
3. 1 2 3  Microtus oaxacensis in der Roten Liste gefährdeter Arten der IUCN 2016. Eingestellt von: de Grammont, P.C. & Cuarón, A.D., 2008. Abgerufen am 28. November 2017.